# Acido silicico

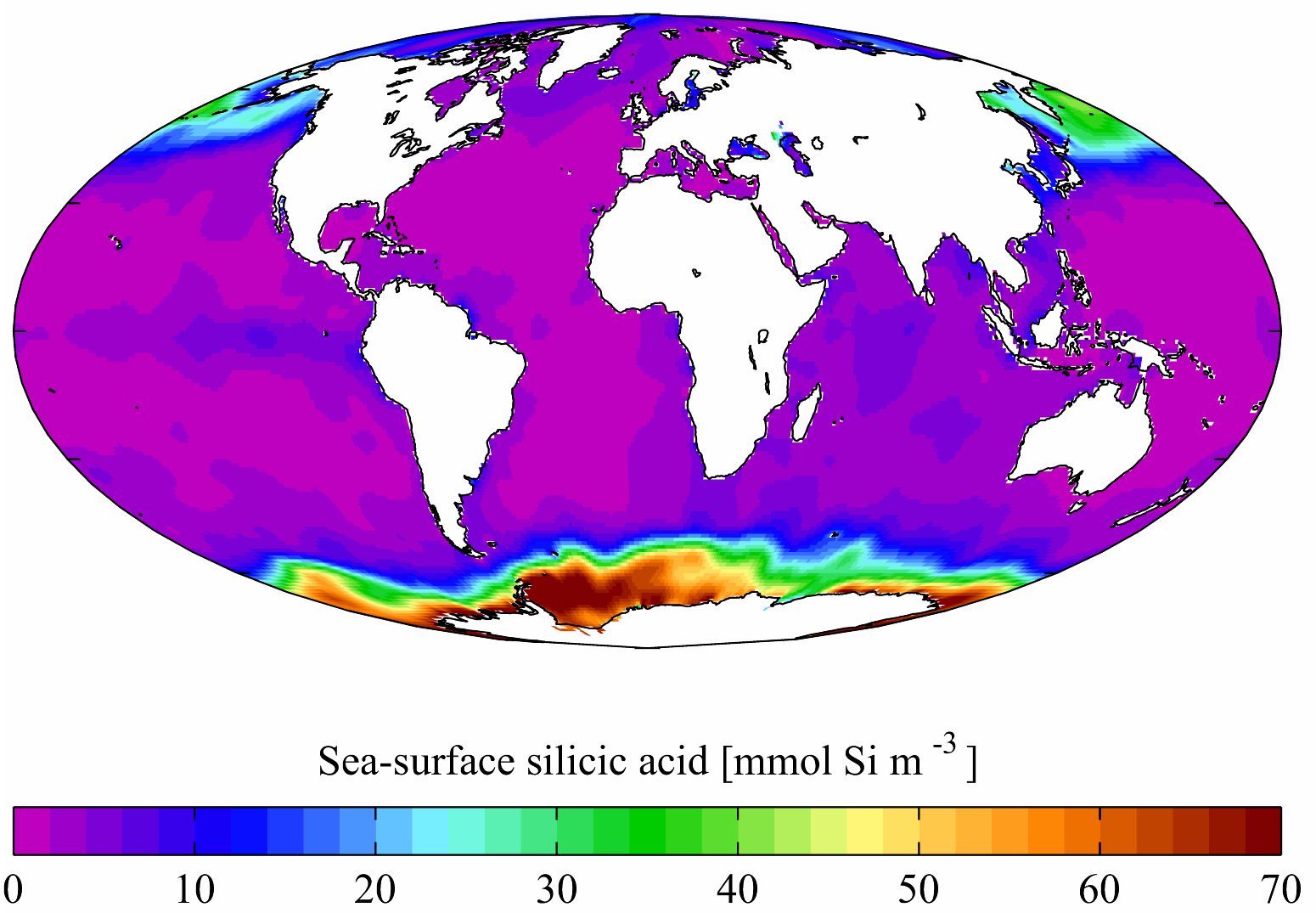
Concentrazione di acido silicico presente sulla superficie del mare.

Con il termine acido silicico si intende una classe di composti chimici formati da silicio, idrogeno e ossigeno, di formula generale [SiOx(OH)4-2x]n.
Appartengono a questa classe i seguenti composti:
- acido metasilicico (H2SiO3)
- acido ortosilicico (H4SiO4)
- acido disilicico (H2Si2O5)
- acido pirosilicico (H6Si2O7)
- acido pentaidrosilicico (H10Si2O9)

Gli acidi silicici possono essere formati dall'acidificazione in soluzione acquosa dei silicati (ad esempio il silicato di sodio).
Negli oceani il silicio è presente principalmente sotto forma di acido ortosilicico, e il suo ciclo biogeochimico è regolato dalle alghe Bacillariophyta.
Il gel di silice, utilizzato in cromatografia e in altre applicazioni, viene ottenuto a partire da questi composti.